# 長鰭短體鰻
長鰭短體鰻（学名：Brachysomophis longipinnis），又名長鰭短體蛇鰻、鰻、硬骨篡，為輻鰭魚綱鰻鱺目糯鰻亞目蛇鰻科的其中一種，分布於西北太平洋的台灣海峽海域，棲息深度可達50公尺，體長可達42.1公分，棲息在底層水域，屬肉食性。

## 擴展閱讀
維基物種上的相關：長鰭短體鰻